# Bago City

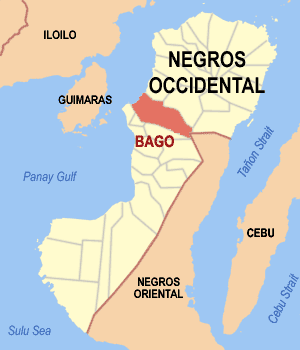
Bago Citys läge i provinsen Negros Occidental.

Bago City är en stad på ön Negros i Filippinerna. Den ligger i provinsen Negros Occidental i regionen Västra Visayas och hade 159 933 invånare vid folkräkningen 2007. Staden är indelad i 24 smådistrikt, barangayer, varav endast 2 är klassificerade som urbana.